# دختر لوتی
دختر لوتی یک رمان اثر نویسنده ایرانی، شهریار عباسی، در سال ۱۳۹۳ توسط انتشارات مروارید در تهران منتشر شد.
دختر لوتی یک اثر واقع‌گرایی اجتماعی، روایت زندگی یک معلم فیزیک دبیرستان است که درگیر و دار جنگ ایران و عراق در استان لرستان دلباخته یک دختر لوتی می‌شود.

## جوایز و افتخارات
- ۱۳۹۴ برگزیده هشتمین دوره جایزه ادبی جلال آل احمد در بخش رمان[۴][۵]
- ۱۳۹۶ برگزیده هفدهمین دوره کتاب سال دفاع مقدس در بخش ادبیات داستانی (رمان)[۶][۵]